# Lijst van voetbalinterlands Egypte - Ethiopië
Deze lijst van voetbalinterlands is een overzicht van alle officiële voetbalwedstrijden tussen de nationale teams van Egypte en Ethiopië. De Afrikaanse landen hebben tot op heden twintig keer tegen elkaar gespeeld. De eerste ontmoeting was een vriendschappelijke wedstrijd op 11 juli 1956 op een onbekende locatie in Ethiopië. Het laatste duel, een kwalificatiewedstrijd voor het Wereldkampioenschap voetbal 2026, werd gespeeld op 21 maart 2025 in Casablanca (Marokko).

## Wedstrijden
| №  | Plaats      | Datum            | Competitie                   | Wedstrijd                                | Uitslag |
| -- | ----------- | ---------------- | ---------------------------- | ---------------------------------------- | ------- |
| 1  | ?           | 11 juli 1956     | Kwalificatie OS 1956         | Ethiopië − Egypte                        | 1 − 4   |
| 2  | ?           | 31 juli 1956     | Kwalificatie OS 1956         | Egypte − Ethiopië                        | 5 − 2   |
| 3  | Khartoem    | 16 februari 1957 | Afrika Cup 1957              | Egypte − Ethiopië                        | 4 − 0   |
| 4  | Caïro       | 22 mei 1959      | Afrika Cup 1959              | Verenigde Arabische Republiek − Ethiopië | 4 − 0   |
| 5  | Addis Abeba | 21 januari 1962  | Afrika Cup 1962              | Ethiopië − Verenigde Arabische Republiek | 4 − 2   |
| 6  | Accra       | 30 november 1963 | Afrika Cup 1963              | Verenigde Arabische Republiek − Ethiopië | 3 − 0   |
| 7  | Addis Abeba | 5 maart 1976     | Afrika Cup 1976              | Ethiopië − Egypte                        | 1 − 1   |
| 8  | Caïro       | 29 oktober 1976  | WK 1978 kwalificatie         | Egypte − Ethiopië                        | 3 − 0   |
| 9  | Addis Abeba | 14 november 1976 | WK 1978 kwalificatie         | Ethiopië − Egypte                        | 1 − 2   |
| 10 | Addis Abeba | 9 april 1989     | Afrika Cup 1990 kwalificatie | Ethiopië − Egypte                        | 1 − 0   |
| 11 | Caïro       | 21 april 1989    | Afrika Cup 1990 kwalificatie | Egypte − Ethiopië                        | 6 − 1   |
| 12 | Caïro       | 17 augustus 1990 | Afrika Cup 1992 kwalificatie | Egypte − Ethiopië                        | 2 − 0   |
| 13 | Caïro       | 11 november 1994 | Afrika Cup 1996 kwalificatie | Egypte − Ethiopië                        | 5 − 0   |
| 14 | Addis Abeba | 4 juni 1995      | Afrika Cup 1996 kwalificatie | Ethiopië − Egypte                        | 0 − 2   |
| 15 | Addis Abeba | 23 februari 1997 | Afrika Cup 1998 kwalificatie | Ethiopië − Egypte                        | 1 − 1   |
| 16 | Caïro       | 27 juli 1997     | Afrika Cup 1998 kwalificatie | Egypte − Ethiopië                        | 8 − 1   |
| 17 | Alexandrië  | 8 augustus 2002  | Vriendschappelijk            | Egypte − Ethiopië                        | 4 − 1   |
| 18 | Lilongwe    | 9 juni 2022      | Afrika Cup 2023 kwalificatie | Ethiopië − Egypte                        | 2 − 0   |
| 19 | Caïro       | 8 september 2023 | Afrika Cup 2023 kwalificatie | Egypte − Ethiopië                        | 1 − 0   |
| 20 | Casablanca  | 21 maart 2025    | WK 2026 kwalificatie         | Ethiopië − Egypte                        | 0 − 2   |
| 21 | Cairo       | 5 september 2025 | WK 2026 kwalificatie         | Egypte − Ethiopië                        |         |

## Samenvatting
| Competitie              | Totaal gespeeld | Winst Egypte | Gelijk | Winst Ethiopië | Doelsaldo Egypte – Ethiopië |
| ----------------------- | --------------- | ------------ | ------ | -------------- | --------------------------- |
| WK-kwalificatie         | 3               | 3            | 0      | 0              | 7 − 1                       |
| Afrika Cup              | 5               | 3            | 1      | 1              | 14 − 5                      |
| Afrika Cup-kwalificatie | 9               | 5            | 1      | 3              | 25 − 6                      |
| Vriendschappelijk       | 3               | 3            | 0      | 0              | 13 − 4                      |
| Totaal                  | 20              | 14           | 2      | 4              | 59 − 16                     |

Wedstrijden bepaald door strafschoppen worden, in lijn met de FIFA, als een gelijkspel gerekend.

## Details

### Derde ontmoeting
| Finale Afrika Cup 1957 (Khartoem, Soedan, Municipal Stadion, 16 februari 1957): |              | |
| Egypte | 4 – 0        | Ethiopië |
| Ad-Diba 2', 7', 68', 89' | goals        | |
| Mourad Fahmy | bondscoach   | |
| Paraskos Trimeritis 'Brascos' Nour El-Din El-Dali Mosaad Daoud Refaat El-Fanagili Hanafi Bastan Mohammed Samir Qotb Ibrahim Tawfiq Mohammed Diab El-Attar 'El-Diba' Raafat Ateya Helmy Alaa El-Din Hassanin El-Hamouli Mohammed Abdel-Fattah 'Hamdi' | opstellingen | Gila-Michael Tekle Mariam Adale Tekle Selassie Girmaye Fikre Mariam Mohammed Ibrahim Ayele Tessema Adamu Alemu Netsere Wolde Selassie Zewde Samuel Kebede Metaferia Asefaw Berhane Tekeste Goitom |
| - Egypte werd voor de eerste keer kampioen van Afrika. |              | |

### Vijfde ontmoeting
| Finale Afrika Cup 1962 (Addis Ababa, Ethiopië, Hailé Sélassié Stadium, 21 januari 1962):                                                                                       |              | |
| Ethiopië | 4 – 2 (nv)   | Verenigde Arabische Republiek |
| Tekle 74' Worku 84', 118' Vassalo 101' | goals        | Badawi 35', 75' |
| Slavko Milošević(*) | bondscoach   | Mohammed El-Gendi Hanafi Bastan |
| Gila-Michael Tekle Mariam Asmelash Berhe Awade Mohammed Kiflom Araya Berhe Goitom Tesfaye Gebremedhin Girma Zeleke Italo Vassalo Luciano Vassalo Mengistu Worku Getachew Wolde | opstellingen | Adel Mohammed Heykal Ahmed Moustafa Gad Raafat Ateya Helmy Tareq Selim Refaat El-Fanagili Mohammed Badawi Mohammed Seddiq 'Shehta' Mohammed Badawi Abdel-Fattah Mohammed Saleh Selim Taha Ismail Mohammed Abdel-Latif El-Sherbini 'Mimi' |
| Tekle Kidane | wissels      | |
| - (*)Slavko Milošević was coach van Ethiopië maar gedurende het toernooi was hij niet bij de wedstrijden aanwezig. - Ethiopië werd voor de eerste keer kampioen van Afrika.    |              | |

### Twaalfde ontmoeting
| Afrika Cup 1992 kwalificatie (Caïro, Egypte, 17 augustus 1990): |       |          |
| Egypte                                                          | 2 – 0 | Ethiopië |
| Hany Ramzy 61' Hossam Hassan 85'                                | goals |          |

EFA · A-internationals · Selecties · Bondscoaches · Egyptisch vrouwenelftal · Olympisch elftal · Egypte U21 · Egypte U20 · Egypte U19 · Egypte U18 · Egypte U17
1920 – 1929 · 
1930 – 1939 · 
1940 – 1949 · 
1950 – 1959 · 
1960 – 1969 · 
1970 – 1979 · 
1980 – 1989 · 
1990 – 1999 · 
2000 – 2009 · 
2010 – 2019 ·
2020 − 2029
WK 1934 · 
WK 1990 · 
WK 2018
OS 1924 · 
OS 1928 · 
OS 1936 · 
OS 1948 · 
OS 1952 · 
OS 1960 · 
OS 1964 · 
OS 1968 · 
OS 1992 · 
OS 2012 · 
OS 2020
1920 · 
1921–1923 · 
1924 · 
1925–1927 · 
1928 · 
1929–1931 · 
1932 · 
1933 · 
1934 · 
1935 · 
1936 · 
1937–1947 · 
1948 · 
1949 · 
1950 · 
1952 · 
1952 · 
1953 · 
1954 · 
1955 · 
1956 · 
1957 · 
1958 · 
1959 · 
1960 · 
1961 · 
1962 · 
1963 · 
1964 · 
1965 · 
1966 · 
1967 · 
1968 · 
1969 · 
1970 · 
1971 · 
1972 · 
1973 · 
1974 · 
1975 · 
1976 · 
1977 · 
1978 · 
1979 · 
1980 · 
1981 · 
1982 · 
1983 · 
1984 · 
1985 · 
1986 · 
1987 · 
1988 · 
1989 · 
1990 · 
1991 · 
1992 · 
1993 · 
1994 · 
1995 · 
1996 · 
1997 · 
1998 · 
1999 · 
2000 · 
2001 · 
2002 · 
2003 · 
2004 · 
2005 · 
2006 · 
2007 · 
2008 · 
2009 · 
2010 · 
2011 · 
2012 ·
2013 ·
2014 ·
2015 ·
2016 ·
2017 ·
2018 ·
2019 ·
2020 ·
2021 ·
2022 ·
2023 ·
2024
Algerije ·
Angola ·
Argentinië ·
Australië ·
Bahrein ·
België ·
Benin ·
Bolivia ·
Bosnië en Herzegovina ·
Botswana ·
Brazilië ·
Bulgarije ·
Burkina Faso ·
Burundi ·
Canada ·
Centraal-Afrikaanse Republiek ·
Chili ·
China ·
Colombia ·
Comoren ·
Congo-Brazzaville ·
Congo-Kinshasa ·
DDR ·
Denemarken ·
Djibouti ·
Duitsland ·
Engeland ·
Equatoriaal-Guinea ·
Estland ·
Ethiopië ·
Finland ·
Frankrijk ·
Gabon ·
Georgië ·
Ghana ·
Griekenland ·
Guinee ·
Guinee-Bissau ·
Hongarije ·
Ierland ·
Indonesië ·
Irak ·
Iran ·
Italië ·
Ivoorkust ·
Jamaica ·
Japan ·
Jemen ·
Joegoslavië ·
Jordanië ·
Kaapverdië ·
Kameroen ·
Kenia ·
Koeweit ·
Kroatië ·
Libanon ·
Liberia ·
Libië ·
Litouwen ·
Luxemburg ·
Madagaskar ·
Malawi ·
Mali ·
Malta ·
Marokko ·
Mauritanië ·
Mauritius ·
Mexico ·
Mozambique ·
Namibië ·
Nederland ·
Nieuw-Zeeland ·
Niger ·
Nigeria ·
Noord-Korea ·
Noord-Macedonië ·
Noorwegen ·
Oeganda ·
Oman ·
Oostenrijk ·
Palestina ·
Polen ·
Portugal ·
Qatar ·
Roemenië ·
Rusland ·
Rwanda ·
Saoedi-Arabië ·
Schotland ·
Senegal ·
Sierra Leone ·
Slowakije ·
Soedan ·
Somalië ·
Spanje ·
Swaziland ·
Syrië ·
Tanzania ·
Thailand ·
Togo ·
Trinidad en Tobago ·
Tsjaad ·
Tsjecho-Slowakije ·
Tunesië ·
Turkije ·
Uruguay ·
Verenigde Arabische Emiraten ·
Verenigde Staten ·
Wit-Rusland ·
Zambia ·
Zimbabwe ·
Zuid-Afrika ·
Zuid-Jemen ·
Zuid-Korea ·
Zuid-Soedan ·
Zweden ·
Zwitserland
Kameroen (2017) ·
Rusland (2018) ·
Saoedi-Arabië (2018) ·
Uruguay (2018)
EFF · 
A-internationals · 
Ethiopisch vrouwenelftal · Olympisch elftal
1940 – 1949 · 
1950 – 1959 · 
1960 – 1969 · 
1970 – 1979 · 
1980 – 1989 · 
1990 – 1999 · 
2000 – 2009 · 
2010 – 2019 ·
2020 − 2029
Algerije ·
Angola ·
Benin ·
Botswana ·
Burkina Faso ·
Burundi ·
Centraal-Afrikaanse Republiek ·
Comoren ·
Congo-Brazzaville ·
Congo-Kinshasa ·
Djibouti ·
Egypte ·
Ghana ·
Griekenland ·
Guinee ·
Guinee-Bissau ·
Guyana ·
Israël ·
Ivoorkust ·
Jemen ·
Joegoslavië ·
Kaapverdië ·
Kameroen ·
Kenia ·
Lesotho ·
Liberia ·
Libië ·
Madagaskar ·
Malawi ·
Mali ·
Marokko ·
Mauritanië ·
Mauritius ·
Mozambique ·
Namibië ·
Niger ·
Nigeria ·
Oeganda ·
Rwanda ·
Sao Tomé en Principe ·
Senegal ·
Seychellen ·
Sierra Leone ·
Soedan ·
Somalië ·
Tanzania ·
Togo ·
Tsjaad ·
Tunesië ·
Turkije ·
Zambia ·
Zimbabwe ·
Zuid-Afrika ·
Zuid-Jemen ·
Zuid-Soedan